# Gavriil Popov
Gavriil Charitonovič Popov (in russo Гавриил Харитонович Попов?; Mosca, 31 ottobre 1936) è un politico russo.
È stato sindaco di Mosca dal 1990 al 1992.